# Владислав Реймонт
Владислав Реймонт (пол. Władysław Stanisław Reymont; 7 травня 1867, Кобеле Вельке — 5 грудня 1925, Варшава) — польський письменник, лауреат Нобелівської премії з літератури 1924 року. Його найвідомішим твором є роман «Селяни». 1893 року Реймонт жив у Варшаві від 1893 року і працював письменником. Опублікував свій перший роман «Комедіантка» у 1896 році. Реймонт належав до кола неоромантиків «Молода Польща». На честь письменника названо аеропорт в місті Лодзь.

## Життєвий шлях
Владислав народився у сім'ї сільського органіста. Його батько — Юзеф Реймонт був освіченою людиною. Мама — Антоніна з роду Купчинських, походила із збіднілої краківської шляхти; пізніше цей факт з життя матері Реймонт буде часто згадувати у своїх творах.
Батьки хотіли, щоб син став органістом. Владислав відмовлявся ходити до школи, дуже часто шукав себе у різних професіях, багато подорожував по Польщі, а також по Європі. Закінчив Варшавську недільну ремісничу школу. В 1880 −1884 вчився на кравця у Варшаві. Закінчивши навчання, здобув ступінь підмайстра. З 1884 по 1888 був актором у трупах мандрівних театрів. Потім, завдяки старанням батька, працював на Варшавсько-Віденській залізниці як дрібний службовець. 1890 року померла мати письменника. Свої перші вірші написав у 1882 році.
13 липня 1890 року внаслідок аварії на залізниці Реймонт з двома зламаними ребрами потрапив до лікарні. У медичній карті зазначено, що в потерпілого зламано 12 ребер. Завдяки чому отримав відшкодування у розмірі 38 500 рублів.
15 липня 1902 року Реймонт одружився з Аурелією Шабльовською. У цьому ж році помер брат письменника — Францішек.
В 1905 році Владислав Реймонт був свідком Революції 1905 року. Свої спостереження зі страйку і демонстрації проти царя Миколи ІІ автор описав у «Сторінках з нотатника».
У 1920 році письменник купує маєток.
5 грудня 1925 року письменника не стало.
Сейм Республіки Польща оголосив 2000 рік — роком Владислава Реймонта.

## Творчість
Дебютував в літературі в 1893. Його творчість поєднує традиції реалізму з елементами натуралізму і символізму. Невелику частину творчої спадщини складають вірші.
Автор оповідань, повістей, романів, різноманітних в тематичному і жанровому відношенні. У збірках «Зустріч» (1897), «Перед світанком» (1902), в повісті «Справедливо» (1899) показано побут села. У романах «Комедіантка» (1896) і «Бродіння» (1897) зображуються побут і устої провінційного чиновництва, акторського середовища.
Автор роману «Вампір» (1911) і історичній трилогії «1794 рік» (1913—1918) про Польщу кінця XVIII століття і національно-визвольне повстання під керівництвом Тадеуша Костюшко.
Творчість Реймонта характеризується різноманітністю. Письменник писав на різні теми, використовував різні літературні форми. Часто у творчому доробку письменника з'являлась критика суспільства. 1924 року Владислав Реймонт здобув Нобелівську нагороду за повість «Селяни» (Chłopi).

### Обіцяна земля
Ця повість є однією з найкращих у творчості письменника. Була перекладена на багато іноземних мов. Також знято фільм по мотивах цієї повісті. Матеріали для написання праці Реймонт почав збирати ще у 1896 році, для того майже рік провів у Лодзі. Властивим героєм цього твору є капіталістичне місто, власне Лодзь. Письменник порівнює його з монстром, який знищує людей. Головна тема повісті, показ того, як троє головних героїв «робили гроші». Перший родом з Польщі (Кароль Боровецький), другий герой — німець (Макс Баум), а третій єврей (Мориц Вельт). Той факт, що всі вони з різних країн, зовсім не розділяє їх, а мотивує героїв до конкуренції. Спільними зусиллями вони відкривають фабрику.

## Твори
- Komediantka (Комедіантка, 1896)
- Fermenty (Ферменти, 1897)
- Ziemia obiecana (Земля обітована, 1898)
- Chłopi (Селяни, 1904—1909)
- Rok (Рок, 1794, 1914—1919)
- Wampir (Вампір, 1911)
- Bunt (Бунт, 1924)

## Українські переклади
Вперше переклав роман Вл. Реймонта «Мужики» Михайло Павлик в 1907 р. Український письменник, друг Івана Франка.
Переклад роману Реймонта «Селяни» робив відомий політичний діяч УСРР Михайло Лебединець (у Харкові 1930 видано дві перші частини роману).
Роман «Мрійник» вперше перекладено у видавництві «Якабу Паблішинг», 2023 року, перекладачка — Лідія Кіцила.
Роман «Мрійник» увійшов до переліку 12 романів, вперше перекладених українською в межах грантового проєкту «Креативна Європа», наданого в межах підтримки України. Видано тиражем 1200 примірників.

## Пам'ять
- Літературна Премія імені Владислава Реймонта